# Franz Xaver Reichhart

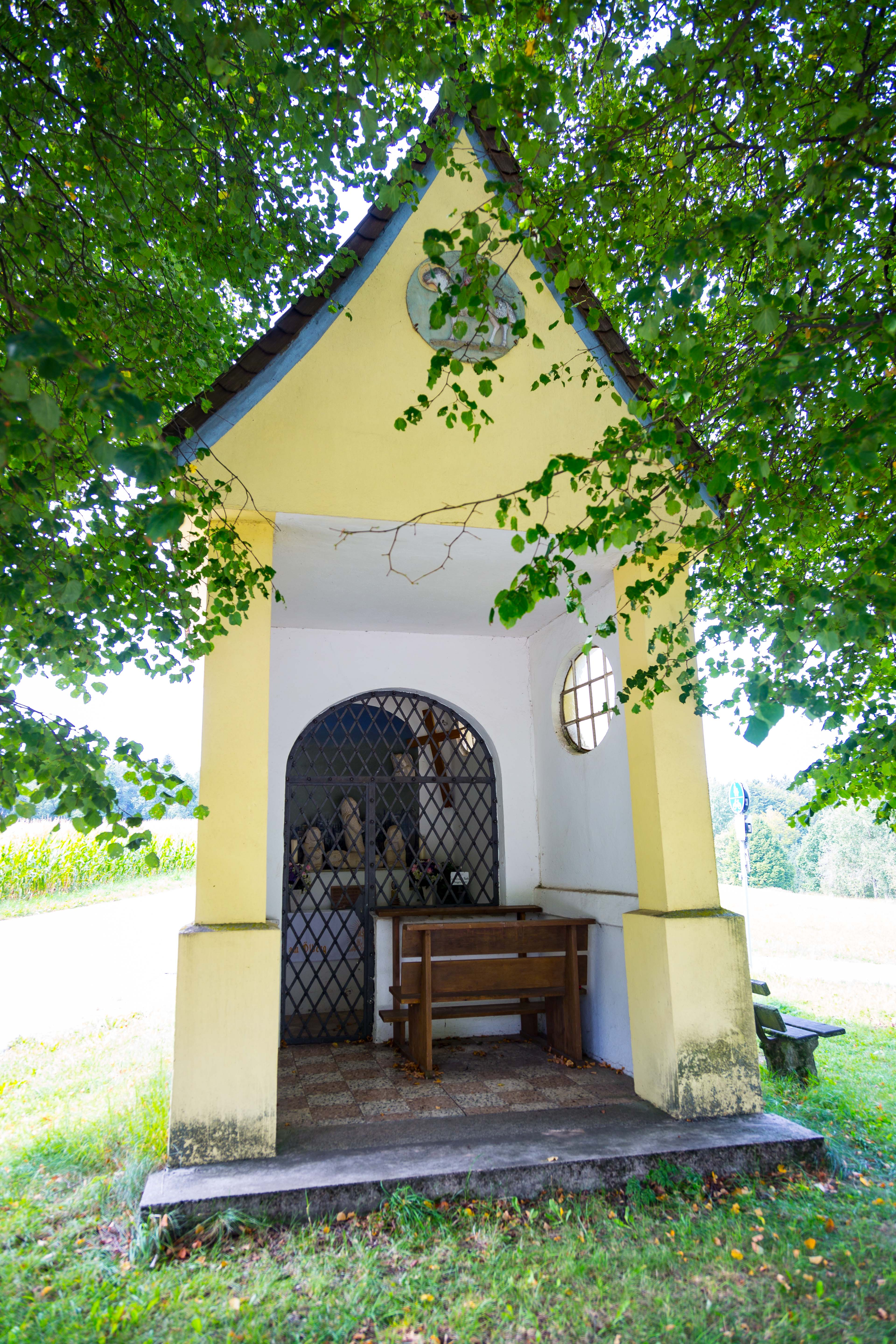
Ölbergkapelle bei Falkenstein. Gestiftet von Franz Xaver Reichhart

Franz Xaver Reichhart (* 17. Januar 1851 in Mühlthal in der Oberpfalz, heute zu Falkenstein; † 1934 in München) war ein bayerischer beamteter Scharfrichter. Er war von 1894 bis 1924 vorwiegend im Münchner Gefängnis Stadelheim tätig.

## Leben
Franz Xaver Reichhart war ein Sohn des Wasenmeisters Thomas Reichhart und dessen Ehefrau Theresa, geb. Ritzer. Ehe er als Scharfrichter verpflichtet wurde, war er zunächst Nachrichtergehilfe (Scharfrichtergehilfe) und wohnte in Landshut. Seit dem 26. November 1895 war Reichhart dann in München ansässig. Die erste Ehe wurde am 6. Mai 1876 mit Maria Kisslinger (geb. 24. April 1826 in Warth, Landkreis Dingolfing-Landau), die zweite Ehe am 13. Oktober 1904 mit Anna Huber, verwitwete Eltzinger (geb. 26. Mai 1856) geschlossen.
Franz Xaver Reichhart war ein Onkel des späteren Scharfrichters Johann Reichhart und zudem verschwägert mit Lorenz Schellerer, ebenfalls Scharfrichter, der in Bayern die letzte Hinrichtung mit dem Schwert vollzog. Reichhart war der einzige Scharfrichter Bayerns im Beamtenstatus. Bekannt wurde er u. a. auch dadurch, dass er als „Nachrichter“ den legendären Räuber Kneißl am 21. Februar 1902 mit der Guillotine richtete. Diese Maschine war die gänzlich aus Eisen gefertigte badische Fallschwertmaschine.
Franz Xaver Reichhart wirkte bei 26 Hinrichtungen als Scharfrichtergehilfe mit, als Scharfrichter führte er 43 Hinrichtungen durch.
Nachdem sich sein Neffe Michael geweigert hatte, sein Nachfolger zu werden, lernte Franz Xaver Reichhart im Rentenalter seinen zweiten Neffen Johann zum Scharfrichter an, der dieses Amt am 27. März 1924 übernahm.
Franz Xaver Reichhart starb im Jahre 1934 im Alter von 83 Jahren. Sein Vermögen hatte er zuvor der Kirche vermacht.

## Letzte Ruhestätte

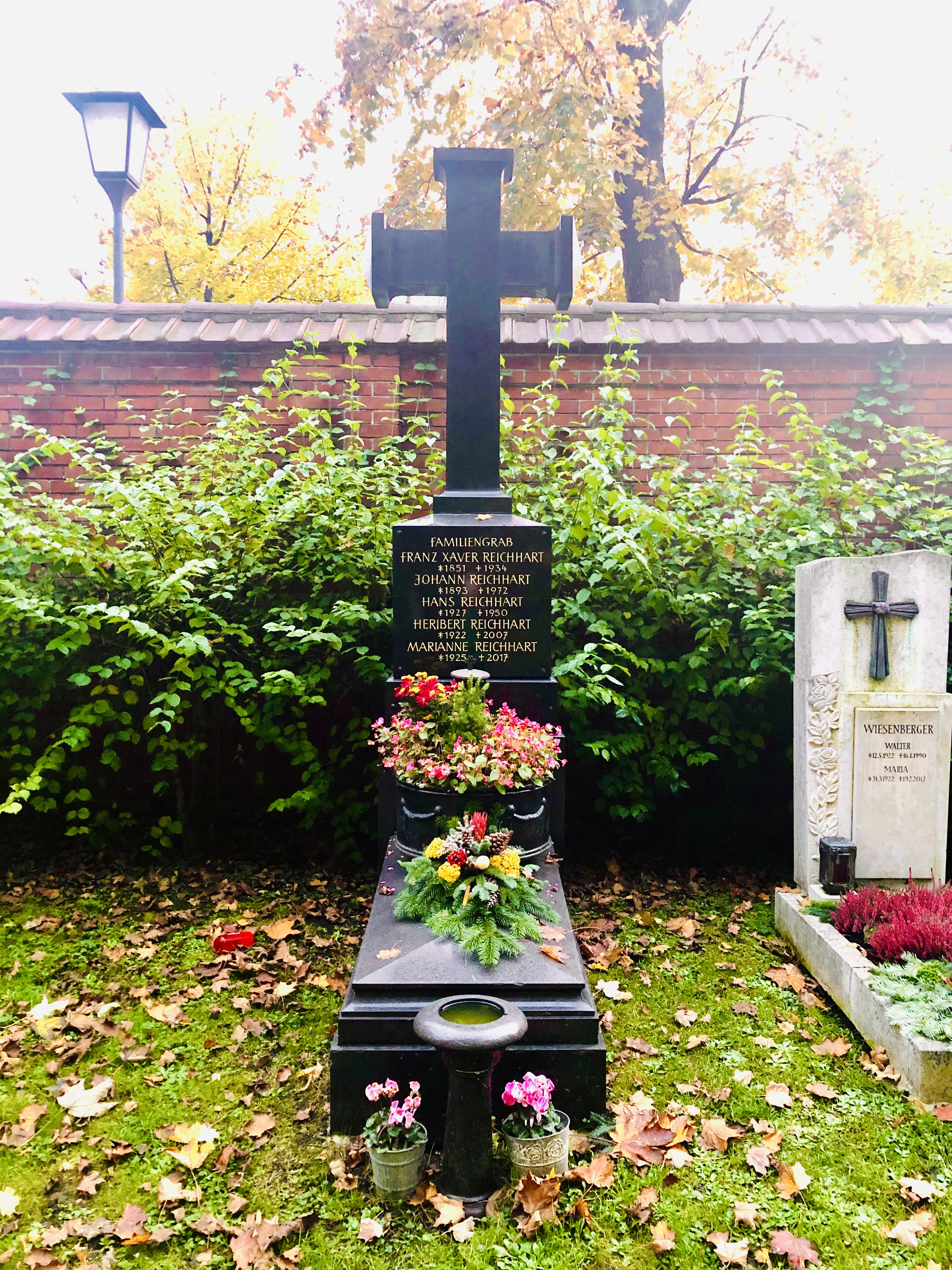
Grab der Scharfrichter Franz Xaver Reichhart und Johann Baptist Reichhart. Ostfriedhof München

Franz Xaver Reichhart wurde am 15. Juli 1934 am Ostfriedhof in München beigesetzt.

## Trivia
Eine Marmortafel in der Ölbergkapelle bei Falkenstein berichtet, dass „der Kgl. Nachrichter Franz Xaver Reichhart“ diese Kapelle 1913 erbaut habe, nachdem er in 40-jähriger Dienstzeit zahlreiche Todeskandidaten in die Ewigkeit habe befördern müssen.